# Yên Phong, Ý Yên
Yên Phong là một xã thuộc huyện Ý Yên, tỉnh Nam Định, Việt Nam.
Xã có diện tích 8,7 km², dân số năm 1999 là 6.574 người, mật độ dân số đạt 756 người/km².